# ふぃぎゅ@メイト
『ふぃぎゅ@メイト』（ふぃぎゅアットメイト）は2006年11月24日にエスクードより発売されたアダルトゲーム。本作でエスクードは14作目になる。

## 概要
単に選択肢を選んでいくだけではなく、フィギュアを購入して改造したり金を貯めたりして炎道イフリナの「エーテル体」を増やしながら生活していく方式でゲームが進行していく。だが、エーテル体がある程度まで回復していないとバッドエンドになる事がある。
2007年4月27日にファンディスク『ふぃぎゅ@謝肉祭』が発売された。詳細は後記参照。
なお、買っていくフィギュアは他作品のパロディになっている。また、同社で発売されているメタモルファンタジーのフィギュアも条件によっては登場する。

## ストーリー
主人公・渡馬景護は「阿騎馬町」のアパートで一人暮らしをしており、阿騎馬町にあるアキバロードと呼ばれる場所に入り浸りオタク生活をしていた。そんなある日、「恋するシルクハット〜マジ狩る怪盗メメ子〜」のあるフィギュアに精液をかけてしまった所、突然フィギュアが動き出してしまう。そのフィギュアは「炎道イフリナ」と言う異世界の魔法少女で、禁断の「干物魔術」を使いその力が原因でこの世界に飛ばされたと言う。そして、イフリナをフィギュアから元の体に戻すためには自分の精液をかける事が必要だと言われる。かくして景護はイフリナと共に波乱の夏休みを送る事になる。

## 登場キャラクター

### メインキャラクター
渡馬 景護（とば けいご）
本編の主人公。普通のオタクであり、アキバロードに入り浸るために阿騎馬大学に入学し一人暮らしをしていた。偶然炎道イフリナに出会い、元の体に戻すために協力することになる。特別、引きこもりと言うわけでもなくしっかりと大学には行っており、成績も悪くはない。「アニメ研究会（仮）」に所属している。
自分ではフィギュアを作ることができないが、フィギュアを改造（魔改造）する技術が高く、FM・タダシからは「マカイザー」と呼ばれている。メメ子人形を改造し、妄想力を高めながらイフリナの体を元に戻している。趣味はアニメの視聴とネットサーフィン。よく余計な一言をいいイフリナに蹴っ飛ばされている。自称ポーカーフェイスらしいが、考えていることが顔に出やすい。
炎道イフリナ（えんどうイフリナ）
声 - 青川ナガレ
魔法世界「ルギス」の自称天才魔法少女。禁断魔術「干物魔術」を使用したことにより景護の住む世界「ラギス」に吹き飛ばされ、メメ子フィギュアの体に入ってしまう。元の体に戻るために景護と共に生活する事になる。普段は景護を名字で呼び捨てにしているが、怒った時は「渡馬鹿」と呼んでいる。体はフィギュアでありながら食事をしたりトイレに行ったりお風呂に入ったりする。好きな食べ物はトンテキ。しかし、主人公のエロ妄想だけは、ちょっと苦手。
性格はわがままで短気。気にくわないことは許さない。また大変目立ちたがり屋であり、イベントなどを祭りと呼んでよく騒いでいる。歌うことが好きだが、かなりの音痴。知り合いに対しては容赦のないことを言っているが、実はかなりの友達思いであり、他人の尻拭いをよくしている。説教好きの黄緑と電波を出しているFM・タダシを苦手としている。
必殺技は「目から魔法光線」でよくオタクの人間を吹き飛ばす他、現在の少ない魔力である程度の魔法を唱える事ができる。だが、エーテル体が回復できていないため乱発はできない。
現在使っている体は「メメ子 バール持ち」のシークレットフィギュアで、最初景護に精液をかけられた時のみバールを使用して吹き飛ばしている。それ以後も一応まだ持っている描写はある。フィギュアのため、魔改造されたフィギュアに頭を付け替えることもできる。また、景護のフィギュアの改造を手伝うこともある。ルートによっては「恋するシルクハット 〜マジ狩る怪盗メメ子〜」に興味を持ち、勉強する事になる。
ハセガワ
声 - 幸代彩里
異世界「ルギス」とはまた別の世界に存在する「ロギス」と言う世界に存在するヒューマノイド。いわゆるメイドロボであるが本人は否定している。景護の住む部屋に突然落下して以来メイドとして居座っている。ある目的があってこの世界に来ているのだが言おうとしない。彼女と同じ形式のロボットは多数存在する。ある条件を達成すると、景護のフィギュアの改造を手伝うことがある。
性格は比較的無口で冷静沈着。だが、景護やイフリナをからかうこともある。家では料理を作ったり掃除などを行うが、景護の大事にしているオタクグッズを有無を言わさず捨てたり、料理を必ずロシアンルーレット式に食べさせたりと、かなり油断できない行動を取る。一人称は「ハセガワ」。景護のことを「ご主人様」と呼ぶ。イフリナからは「ロボ子」と呼ばれている。
普段はメイド喫茶「キュアレスト」で働いており、メイドロボが働いているという事で興味本位で来る客が多いという。景護の呼び方はこの場所ではややこしくなる為「超ご主人様」と呼んでいる。
カナイ・ジュリアラス
声 - 未来羽
イフリナ同様に異世界「ルギス」の魔法少女。イフリナと同様の理由でこの世界に来てしまい、炭忍工優の所持している「マジ狩る怪盗サリ子」の等身大フィギュアに乗り移ってしまう。そのため、コスプレと間違えられて写真を撮られることもある。イフリナと違い魔力を失ったわけではないが、自分の体がどこに行ったのかはわからない。ある条件が達成すると、景護のフィギュアの改造を手伝うことがある。
おっとりとした性格であるがかなり弱気。人付き合いも苦手なようで、知らない人に囲まれるのを嫌う。イフリナは「ルギス」にいた頃は彼女をよくいじめていたと言っているが、彼女はかばってもらったりと優しくしてもらったと語っている。イフリナよりも年上で、現在フィギュアの体ではイフリナよりもスタイルが良いが、実際の体ではそんなことは無いらしい。なお、炭忍工に彼女が道具扱いをされているが、彼女曰くそれが炭忍工の優しさだとわかっているらしい。
魔力はイフリナよりも高いのだが、不安定な事もあり魔力を暴走させたり狙いを外したりする事が多い。力がすべてだった「ルギス」ではあまり良い生活をしていなかった。

### 謝肉祭からのメインキャラクター
ジェノサイド
声 - 未来羽
通称ジェノ。イフリナと景吾の前に突然目の前に現れた真っ黒いフードをかぶった女の子。イフリナのことをお姉さまと呼び、景吾とイフリナに攻撃をしてくる。破壊する事を楽しんでいるが、イフリナに怒られたりすると泣き喚いたりとかなり子供っぽい。カナイとは深い関わりがあり、アナザーとも何かしらの関係を持っている。右目が黄色で左目が青色のオッドアイ。また、出てきた当初はノーパンだったが、その事を指摘された後はパンツをはいている。
本名は「カナイ・ジェノサイド」。ルギスにいた頃はカナイのもう一つの人格であり、現在ジェノサイドが動かしている肉体はカナイの本当の体。ルギスを滅ぼしかけた理由も彼女が滅ぼそうとし、イフリナが無理やり止めようとしたことが発端となっている。
メイドギャル
声 - 夏木ツナ
メイド喫茶「キュアレスト」の店員で名前など一切不明の女の子。便宜上「メイドギャル」と呼ばれるようになり、以降その呼び名で呼ばれるようになった。彼女は本名で呼ばれたくないらしい。
性格はメイドではあるがかなり無礼な口を利き、奉仕と言う言葉が当てはまらない。だが、イフリナの魔法や町が壊されることにもまったく動じる事がない。唯一メイドリーダー（店長）には頭が上がらない。
元ゲリラの暗殺部隊に所属していた。だが、ゲリラ部隊解散後はメイドリーダーに無理やりアイドル「リリカル@リンダ」という名前で芸能デビューさせられてしまう。本人は最初は乗り気だったが、今では後悔している。なお、今でも「リリカル@リンダ」のファンが多いが、なぜかメイドギャルと同一人物だと認識されない。
黄緑 憐菜（きみどり れんな）
声 - 芹園みや
景護が所属している「アニメ研究会（仮）」の先輩。女性であるが、主に男性向けの同人を買い百合やヤオイは買わないらしい。コスプレをしたいと考えているが、背の高さを気にしておりなかなか踏み切れないでいる。
性格はオタクであるものの真面目で世話好き。オタク三人衆が将来の事を本気で考えるように説教している。またかなり友好的であり、イフリナの事を「イフちゃん」、カナイの事を「カナちゃん」、ハセガワの事を「ハセちゃん」と呼んでいる。イフリナは彼女を「メガネ女」と呼んでいる。

### サブキャラクター
オタク三人衆
声 - 山口：川角一本松 / 武田：若松洋介 / 樋口：事務台車
景護が所属している「アニメ研究会（仮）」の先輩。4年生で就職活動をしなければならないが、それを無視して徹夜でメメ子のアニメを鑑賞したりしている。場合によっては会社説明会をサボってまでイベントに参加したりもする。そのため、黄緑からよく自分の将来のことで説教されている。
名前は山口、武田、樋口。山口は「アニメ研究会（仮）」部長でよく景護に助言をしたりし、武田はキュアレストの常連客で比較的普通なオタクであり山口同様に助言することがある。樋口は語尾に「ゲス」をつけ伊達カメラを持ち歩いている。
イフリナと出会ってからは彼女を敬愛し崇めている。
炭忍工 優（たんにんこう すぐる）
声 - 森川明大
景護の大学に通っている金持ち。炭忍工自動車社長の息子で通称オタクの敵。景吾とは同学年になる。親が金持ちであり、レア物を買ったり等身大フィギュアを飾ったりとかなり駄目なオタク。家がなぜか戦国時代の城になっている。
性格は自分こそが一番で、周りの人間のことを土民として見下している傾向がある。また、レア物があれば学校中に見せびらかせ歩いているため友達は一人もいない。また、フィギュアは飾る物であり、着せ変えしたりすることは邪道だと考えている。
イフリナの事を敬愛し自分のものにしようとするが相手にされず、よく「目から魔法光線」を直撃で受けている。また、カナイの等身大フィギュアの持ち主であり、カナイを道具だと言っているが、彼女の事を気にかけたりと本気には言っていないようである。イフリナからは「塩豚」と呼ばれている。なぜか魔法を直撃しても死なない丈夫な体を持っている。巨大な熊を飼っている。
メイドリーダー
声 - かわの亜衣
メイド喫茶「キュアレスト」の店長。本名はシューチュルイリュヌだが、呼びにくいためリーダーと呼ばれている。名前がメイドリーダーになったのはイフリナが命名したから。上品な振舞い方をしているが、メイドギャル以上に肝が据わっており、どんな現実離れをした状況だろうと動じることがない。
元ゲリラの戦闘部隊に所属しており、今でもその腕は衰えていない。メイドギャル曰く、自分の小さな頃から顔が変わらないらしくかなり謎の人物。
フィギュアマスター・タダシ
声 - 甘美
オタク三人衆がバイトしているFM小屋という所で怪しい店を経営している店主。電波が入ったような訳のわからない話をするため、イフリナは彼を苦手としている。景護にフィギュアを改造するように依頼し、依頼が完了すると相応の報酬を払ってくれる。
オルテガ
ハセガワが拾ってきた子猫。ハセガワとイフリナには懐いているが景護には懐いていない。名前的にオスのようだが一応メスらしい。
名付け親はイフリナ。「ルギス」に伝わる伝説の勇者の親の名前らしい。
アナザー
声 - 青川ナガレ
東京上空に現れる謎の存在。
ボッコス
邪神として崇められている謎の人形。顔はかなり不気味だが、心は清らか。FM・タダシはこの人形の事を知っている。

### MASA
司令官
声 - 甘美
MASAの司令。司令席に座って指示をしている。館内で食事厳禁の場所で寿司を食ってはオペレーターに攻撃を受けている。
オペレーター
声 - 幸代彩里
MASAのオペレーター。昴と恋人関係で憎まれ口に叩きながら昴の事を心配している。顔絵がなぜかマイクになっている。
ファッカー
声 - 都夢繰豆
ドクロ小隊の隊長。同じヘルメットをかぶっているが彼のみメットに髑髏がついている。
昴
声 - 森川明大
ドクロ小隊の隊員。小隊の中では一番の若手。オペレーターとは恋人同士であるがメイドギャルのファンでもある。
柿皿
声 - 谷俊介
ドクロ小隊の隊員。戦闘が起こると必ずやられる。話の会話に参加できなかったりと結構かわいそうな人物。

### 恋するシルクハット 〜マジ狩る怪盗メメ子〜
マジ狩る怪盗メメ子
声 - 民安ともえ
ヤマハタ
声 - 松野朋子
マジ狩る怪盗サリ子
声 - かわの亜衣
高月徹
声 - 光田まさよし
中村鎌足
声 - 夏木ツナ
桃村沙耶霞
声 - 香月ルナ
雛鳥林菜
声 - 香月ルナ
宇宙の帝王
声 - 甘美

## 用語
阿騎馬町
景吾が住んでいる街。昔は電気街と呼ばれていたがオタクの街となっている。大きな一本通りのアキバロードという場所で景吾はよく入り浸っている。イフリナが来た時から街自体に矛盾が生じており、普通あるものが存在せず、あるはずがないものが存在している。また、魔法少女が暴れて街が破壊されても、慣れてしまっている。
阿騎馬大学
歴史が古く明治時代からある名門大学。電気工学と経済学が盛んとなっている。かなりハイレベルの学校であるが、アキバロードに入り浸りたいがために妙にオタクが集まっている。景吾もこの大学に在学している。
ルギス
イフリナのいた世界の総称。魔法などを使うことが出来るが、科学などは発展していない。実力勝負となるため弱い人間は生き残れないため、イフリナは普通に生活できたがカナイはきつい生活を送っていた。比較的男性は「家畜小屋」というところで飼われており、イフリナも最初は男や女といった概念がなかった。また、世界の規模が小さいため、景吾たちの住んでいる阿騎馬町よりも人が少ないと言われている。実はハセガワの世界「ロギス」を滅ぼしており、景吾が住む世界「ラギス」も征服しようと企んでいる。イフリナはこの世界を嫌っている。
ロギス
ルギスとは別に存在した世界。求めれば何でも願う世界だったが、ルギスによって滅ぼされている。現在はヒューマノイドしか存在せず、ハセガワはある重大な使命からロギスから送られる事になっている。
ラギス
景吾が住んでいる世界の総称。いわゆる現実世界。イフリナの話では3世界のうち一番発展しているが、他の世界との交流が無かったため3世界の事は知らないらしい。
コレクションフィールド
イフリナによって偶然作り出された空間。この空間にフィギュアを置くことによって景吾の妄想力などを高めるなどの効果を発揮する。
キュアレスト
アキバロードにある人気NO.1のメイド喫茶。ハセガワのバイト先であり、景吾の最寄の店。店員全員が元ゲリラ部隊に所属していた。
MASA
阿騎馬大学の地下に本部が存在する「対・外宇宙生命体防衛本部」。立ち絵はなく、全員顔のみとなっている。名前から「マサさん」と呼ばれることもある。
恋するシルクハット 〜マジ狩る怪盗メメ子〜
アニメ原作の作品。元々は子供向けアニメとして製作されたが子供向けでないことから大人の人から反発を受け打ち切られた。だが、それにオタクたちが反発しマスコミに取り上げられたこともある。その後第二期は衛星放送で放送された。なお、第二期はアニメ史に残る良作となっているらしい。現在第三期放送中でゴールデン番組になっている。

## スタッフ
- キャラクターデザイン・原画 - 光姫満太郎
- ディレクター - 水鼠
- シナリオ - 新
- プログラム - 水鼠、KIT
- 原画 - 紫カジマ、羊村紗紀
- CG彩色 - TO-YA、紫カジマ、アキ、POKYO、火月、蓮見ついな、羊村紗紀
- 背景 - 獏プロガクション、アキ、HALO
- システムグラフィック - HALO
- オープニング絵コンテ - はなたかれとも
- アニメーション製作 - アニメアール
- ムービー編集 - HALO、はなたかれとも
- 音声製作 - アニメアンテナ委員会
- 音声演出 - 小屋野博
- 収録スタジオ - SoundTail Studio
- サウンド・サウンドエフェクト - ron
- 音声編集 - ron、WanCo Sounds
- 台本 - AZUSA
- DTPデザイン - はなたかれとも、HALO
- 広報・Webスタッフ - AZUSA、はなたかれとも、て☆れ☆ら

## ファンディスク『ふぃぎゅ@謝肉祭』
2007年4月27日に販売されたファンディスク。前作と同じシステムであり、新しいフィギュアや新しい魔改造も増えた。
フリーモード「ふぃぎゅ@学園」
「ふぃぎゅ@メイト」でおなじみのキャラクターが設定を変えて生活し、魔改造と改造を繰り返していくストーリー。EDはあるものの、その後もずっと続けることが可能。また、エスクードのHP内で行われた新規魔改造のアンケートに選ばれた上位3つも追加されている。
Ifストーリー&Anotherストーリー
メインヒロインである「炎道イフリナ」「ハセガワ」「カナイ・ジュリアラス」のアナザーストーリー。他にも「ふぃぎゅ@メイト」でサブキャラクターだった「黄緑憐菜」「ジェノサイド」「メイドギャル」のオリジナルエピソードも追加された。
ミニゲーム
オセロや麻雀、数独の他にフィギュアを探せという独特のミニゲームが存在している。また、フリーモードにもあり、勝負に勝つとその分だけのお金をもらえる。

## その他
2007年8月17日から8月19日まで開催されたコミックマーケット72で発売された「エスクード・サマーカーニバルセット2007」に「ふぃぎゅ@メイト 一週間後」というミニゲームが付属している。
2010年1月29日に乙女恋心プリスターの発売を記念して「ふぃぎゅ@メイト」ケータイメニューが発売された。

## 主題歌
元々オリジナルサウンドトラックのみに収録されていたが、「ふぃぎゅ@謝肉祭」の発売日である2007年4月27日に謝肉祭の主題歌を含む形で販売された。
コラボレーションとして2009年8月28日発売のフロントウイングの3Dアイドル育成SLG『タイムリープぱらだいす』に『ガチャガチャきゅ〜と・ふぃぎゅ@メイト』が楽曲提供されている。
オープニングテーマ「ガチャガチャきゅ〜と・ふぃぎゅ@メイト」
楽曲製作・MOSAIC.WAV / 作詞・作曲・編曲 - 柏森進 / 歌 - み〜こ
エンディングテーマ「ラストパワー」
作詞 - 新 / 作曲・編曲 - ron / 歌 - 片岡みちか
挿入歌「恋する怪盗☆年中無休」
作詞 - 新 / 作曲・編曲 - ron / 歌 - 片岡みちか
協力 - スタジオパレット
ふぃぎゅ@謝肉祭主題歌「ガチャガチャへるつ・ふぃぎゅ@ラジオ」
楽曲製作・MOSAIC.WAV / 作詞・歌 - み〜こ / 作曲 - 山頭水 / 編曲 - 柏森進

## 反響
オープニングテーマ「ガチャガチャきゅ〜と・ふぃぎゅ@メイト」は、MAD動画の素材として人気を集めた。
また、SMEEの宅本うとが2024年のインタビューで語ったところによると、数年前にはTikTokで同楽曲が流行したという。